# Аугустинайте, Янина
Янина Аугустинайте (лит. Janina Augustinaitė; 18 мая 1943, Анюнай, Аникщяйский район, Литва — 9 декабря 1998, Вильнюс) — советская и  литовская шашистка (русские шашки), серебряный призёр чемпионата СССР 1969 и 1970 годов, бронзовый призёр 1964 года. Пятикратная чемпионка Литвы по русским шашкам (1963, 1964, 1967, 1968, 1969). Мастер спорта СССР (1964).
Первый тренер Ю. Куликаускас. В 1960 году окончила Вильнюсский технологический техникум.